# 스튜디오 콜로리도
주식회사 스튜디오 콜로리도(일본어: 株式会社スタジオコロリド 가부시키가이샤 스타지오 코로리도[*], 영어: STUDIO COLORIDO CO.,LTD.)는 일본의 애니메이션 제작 회사이다. 일본의 심야 애니메이션 시간대 노이타미나의 편집장었던 야마모토 코지(일본어: 山本幸治)가 설립한 트윈 엔진에 소속되어 있다. Colorido는 포르투갈어로 Colourful이라는 뜻을 가지고 있다.

## 개요
2011년에 설립. 평균 28세의 젊은 크리에이터가 많은 회사이다. '애니메이션을 좋아하는 사람들이 안심하고 계속 일할 수 있는 회사'를 만들고 싶은 마음에 회사를 설립하였다.
2018년, 첫 번째 장편으로서 《펭귄 하이웨이》를 제작했다.
2020년, 두 번째 장편 《울고 싶은 나는 고양이 가면을 쓴다》를 제작했다.

## 작품

### 애니메이션 영화
| 연도 | 제목                              | 감독                          |
| ---- | --------------------------------- | ----------------------------- |
| 2013 | 태양 소년과 이슬 소녀             | 이시다 히로야스               |
| 2013 | 사진관                            | 나카무라 타카시               |
| 2015 | 태풍의 노루다                     | 아라이 요지로                 |
| 2018 | 펭귄 하이웨이                     | 이시다 히로야스               |
| 2020 | 울고 싶은 나는 고양이 가면을 쓴다 | 사토 준이치 시바야마 토모타카 |
| 2020 | BURN THE WITCH                    | 카와노 타츠로                 |
| 2022 | 표류단지                          | 이시다 히로야스               |
| 2024 | 좋아해도 싫어하는                 | 시바야마 토모타카             |

### TV 애니메이션
- 날아라! 호빵맨  (동화, 2018년)

### Web 애니메이션
- Control Bear short animation film (2013/10/18)
- Paulette's Chair (2014/3/21)
- YKK × Perfume × COLORIDO short animation (2014/10/29)
- 나메코 시장 도쿄본점 PV (2015/1/23)
- 부부와 부부리나 (ブブとブブリーナ) (2015)
- 맥도날드 CM 「미래의 나」 (2016)
- VALHAIT RISING (2016/7/6)
- YKK × Perfume × COLORIDO short animation part2 (2016/7/31)
- 미쓰이 부동산 PV 『Go for 2020』 (2017/2/20)
- 맥도날드 CM 「미래의 나 제 2 탄」 (2017)
- YKK × Perfume × COLORIDO short animation part3 (2017/9/5)
- 오츠카 제약 CM 『나아가, 카롤리나』 (2018/6/14)
- FASTENING DAYS4 (2019/12/4)
- 포켓몬스터 소드·실드 황혼의 날개[4] (2020/1/15)

### 텔레비전 CM
- 마루코메 요정의 맛 듬뿍
  - CM1 - 엄마와 아들 편 (2014/5/13)
  - CM2 - 단신부임 편 (2014/10/2)
  - CM3 - 야식 된장국 컵밥 편 (2015/2/17)
- 퍼즐 앤 드래곤
  - CM1 - 전학생 편 (2015/10/18)
  - CM2 - 겨울의 청춘 편 (2016/1/27)

### MV
- 요루시카 - 야간 (2020/3/4)